# Iles du Haut Rhône
Iles du Haut Rhône este o arie protejată (sit de importanță comunitară — SCI) din Franța întinsă pe o suprafață de 89 ha, integral pe uscat.

## Localizare
Centrul sitului Iles du Haut Rhône este situat la coordonatele 45°38′15″N 5°36′37″E / 45.6375°N 5.61028°E.

## Înființare
Situl Iles du Haut Rhône a fost declarat arie specială de conservare în baza directivei 92/43 din 1992 referitoare la conservarea habitatelor naturale și a faunei și florei sălbatice pentru a proteja 8 specii de animale.

## Biodiversitate
Situată în ecoregiunea continentală, aria protejată conține 2 habitate naturale: Păduri aluvionare cu Alnus glutinosa și Fraxinus excelsior (Alno-Padion, Alnion incanae, Salicion albae), Păduri mixte riverane de Quercus robur, Ulmus laevis și Ulmus minor, Fraxinus excelsior sau Fraxinus angustifolia, de-a lungul marilor râuri (Ulmenion minoris).
La baza desemnării sitului se află mai multe specii protejate:
- amfibieni (1): izvoraș-cu-burta-galbenă (Bombina variegata)
- mamifere (6): liliac cârn (Barbastella barbastellus), castor (Castor fiber), vidră de râu (Lutra lutra), liliac cu urechi mari (Myotis bechsteinii), liliac comun (Myotis myotis), liliacul mare cu potcoavă (Rhinolophus ferrumequinum)
- nevertebrate (1): rădașcă (Lucanus cervus)

Pe lângă speciile protejate, pe teritoriul sitului au mai fost identificate 3 specii de amfibieni, 11 specii de mamifere, 3 specii de reptile.